# Uma
Uma — рід ящірок з родини Фрінозомових. Має 7 видів. Інша назва «піщані ігуани».

## Опис
Загальна довжина коливається від 10 до 23 см. Колір шкіри піщаний, сіруватий, коричневий з численними світлими «оченятами». Тулуб довгий, широкий, сплощений, голова витягнута, клиноподібна . Хвіст помірно довгий. Кінцівки розвинуті, довгі. Особливістю цих ящірок є наявність з боків довгих пальців своєрідної бахроми, яка допомагає швидко пересуватися по піску та занурюватися у нього. Верхня щелепа накладається на нижню. Ніздрі мають закрилки, які захищають від попадання піску. Такими ж закрилками озброєні вушні отвори.

## Спосіб життя
Ящірки з роду Uma полюбляють пустелі, тонкий, сипкий пісок. Це активні вдень, моторні, швидкі тварини. Харчуються комахами, бруньками, пагонами, листям і насіння рослин.
Це яцекладні ящірки.

## Розповсюдження
Поширення включає південний захід США й північ Мексики.

## Види
- Uma exsul
- Uma inornata
- Uma notata
- Uma paraphygas
- Uma rufopunctata
- Uma scoparia
- Uma thurmanae